# Liste von Zahnradbahnen

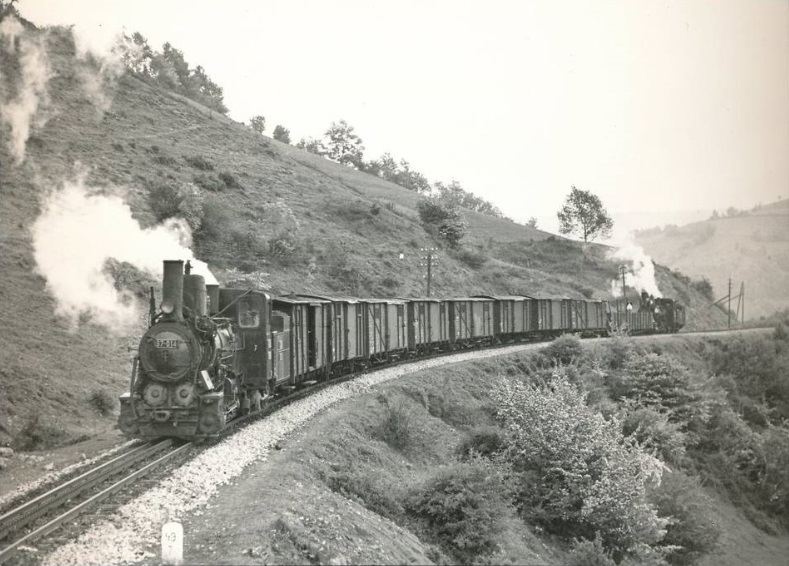
Zahnradbahn in Jugoslawien

Dieser Artikel listet Zahnradbahnen geordnet nach Kontinenten und Ländern auf.

## Zeichenerklärung
- In der Spalte Gleise bedeuten:
  - R = reine Zahnradbahn, d. h. mit Zahnstange auf der ganzen Länge.
  - G = gemischte Adhäsions- und Zahnradbahn, d. h. mit Zahnstange auf Teilstrecken.
  - Die Zahl dahinter steht für die Anzahl der Gleise.

- In der Spalte System bedeuten:
  - A2 = Abt, 2 Lamellen
  - A3 = Abt, 3 Lamellen
  - P = Peter
  - R = Riggenbach
  - S = Strub
  - VR = Von Roll
  - TN70 = Strub TN 70

- Fett hervorgehoben sind Bahnen, die noch als Zahnradbahnen in Betrieb sind.

## Zahnradbahnen in Europa

### Deutschland
| Heutiges Bundesland | Ort, Strecke | Spur- weite [mm] | Gleise | Länge [km] | größte Neig- ung [‰] | System          | Zahn- rad von | Zahn- rad bis | Betreiber Artikel Bemerkungen |
| ------------------- | --- | ---------------- | ------ | ---------- | -------------------- | --------------- | ------------- | ------------- | --- |
| Baden-Württemberg   | Zahnradbahn des Hüttenwerks Wasseralfingen | 1000             | G      | 1,8        | 79                   | R               | 1876          | 1924          | erste Zahnradbahn Deutschlands |
| Baden-Württemberg   | Freiburg (Breisgau) Hauptbahnhof–Neustadt (Schwarzwald) ein Abschnitt: Hirschsprung–Hinterzarten (7,2 km)                                             | 1435             | G 1    | 34,9       | 57                   | Bissinger-Klose | 1887          | 1932          | DB Höllentalbahn 1932 Umstellung auf Reibungsbetrieb |
| Baden-Württemberg   | Reutlingen–Schelklingen ein Abschnitt: Honau–Lichtenstein (2,2 km)                                                                                    | 1435             | G 1    | 15,4       | 100                  | Bissinger-Klose | 1893          | 1969          | Echazbahn Strecke abgebaut |
| Baden-Württemberg   | Rastatt–Freudenstadt ein Abschnitt: Friedrichstal–Freudenstadt Hbf (5,9 km)                                                                           | 1435             | G 1    | 58,2       | 50                   | R-Klose         | 1901          | 1924          | Murgtalbahn 1924 Umstellung auf Reibungsbetrieb |
| Baden-Württemberg   | Stuttgart–Degerloch | 1000             | R 1    | 2,2        | 178                  | R               | 1884          | heute         | SSB Zahnradbahn Stuttgart einzige Zahnradbahn im Linienbetrieb in einer deutschen Großstadt Betrieb mit 750 V =, 1902 elektrifiziert mit 600 V = |
| Bayern              | Waching–Wendelstein zwei Abschnitte: Waching–kurz vor Aipl Aipl–Wendelstein (3,5 km)                                                                  | 1000             | G 1    | 9,9        | 237                  | S               | 1912          | heute         | Wendelsteinbahn AG Wendelsteinbahn Adhäsionsstrecke Brannenburg–Waching (2,3 km) 1962 eingestellt Betrieb mit 1500 V = |
| Bayern              | Garmisch-Partenkirchen–Zugspitzplatt ein Abschnitt: Grainau–Zugspitzplatt (11,5 km)                                                                   | 1000             | G 1    | 19,0       | 250                  | R               | 1930          | heute         | Bayerische Zugspitzbahn Bergbahn AG Bayerische Zugspitzbahn zugspitze.de Betrieb mit 1500 V = |
| Bayern              | Erlau–Wegscheid zwei Abschnitte: 1. Obernzell–Untergriesbach (3,8 km) 2. Wildenranna–Wegscheid (2,4 km)                                               | 1435             | G 1    | 20,1       | 71                   | S               | 1912          | 1965          | Bahnstrecke Erlau–Wegscheid 1953 Umstellung Pv auf Reibungsbetrieb 1965 Betriebseinstellung nach Erdrutsch 1973 Stilllegung Obernzell–Wegscheid 1975 Abbau |
| Bayern              | Bahnhof Kinsau–Holzstofffabrik ein Abschnitt (0,38 km)                                                                                                | 1435             | G 1    | 3,5        | 150                  | R               | 1907          | 1929          | Werksbahn der Papierfabrik Hegge Kinsauer Zahnradbahn erste Zahnradbahn in Bayern 1929 Stilllegung, Strecke 1932 abgebaut |
| Hessen              | Dillenburg–Wallau ein Abschnitt: Herrnberg–Hirzenhain (≈3,0 km)                                                                                       | 1435             | G 1    | 32,5       | 60                   | A2              | 1910          | 1923          | Scheldetalbahn ab 1923 Reibungsbetrieb heute abgebaut |
| Hessen              | Rüdesheim–Niederwalddenkmal | 1000             | R 1    | 2,3        | 200                  | R               | 1884          | 1939          | NWB Niederwaldbahn Abbau um 1950 |
| Hessen              | Assmannshausen–Jagdschloss | 1000             | R 1    | 1,5        |                      | R               | 1885          | 1917          | NWB Abbau um 1920 |
| Niedersachsen       | Harlingerode-Oker Ost–Metall- und Farbwerke Oker ein Abschnitt: Ladestelle Steiles Ufer–Halberstädter Straße (≈0,3 km)                                | ?                | G 1    | ?          | 110                  | A?              | 1921          | 195?          | Zahnradbahn Metall- und Farbwerke Oker Bahnstrecke abgebaut Betrieb mit 550 V = |
| Niedersachsen       | Silberhütte–Sankt Andreasberg | 1435             | G 1    | 1,7        | 122                  | A2              | 1913          | 1959          | St. Andreasberger Zahnradbahn Bahnstrecke abgebaut |
| Nordrhein-Westfalen | Königswinter–Petersberg | 1000             | R 1    | 1,795      | 260                  | R               | 1889          | 1958          | BiS Petersbergbahn Bahnstrecke abgebaut, steilste Zahnradbahn in Deutschland |
| Nordrhein-Westfalen | Königswinter–Drachenfels (Siebengebirge) | 1000             | R 1    | 1,520      | 200                  | R               | 1883          | heute         | BiS Drachenfelsbahn älteste aktive Zahnradbahn in Deutschland seit 1953 Betrieb mit 750 V = |
| Nordrhein-Westfalen | Barmen–Toelleturm | 1000             | R 2    | 1,6        | 185                  | R               | 1894          | 1959          | BB Barmer Bergbahn erste elektrisch betriebene Zahnradbahn in Deutschland Betrieb mit 600 V = Abbau um 1960 |
| Nordrhein-Westfalen | Bochum Gussstahlfabrik–Stahlindustrie | 1435             | G      | ?          |                      | A2              | 1889          | 1930          | BVG Bochumer Verein Werksbahn-Abschnitt, ab 1930 andere Strecke mit Adhäsionsbetrieb |
| Nordrhein-Westfalen | Tagebau Gruhlwerk | 900              | R      | ?          |                      | S               | 1927          | 1949          | RBW Werkbahn |
| Nordrhein-Westfalen | Tagebau Fortuna Nord | 900              | R      | ?          |                      | S               | 1949          | 1953          | RBW Werkbahn |
| Nordrhein-Westfalen | Herdorf – Grube Kunst ein Abschnitt: (0,2 km) | 850              | G      | 2,4        |                      | ?               | 1882          | 1926          | Kunstertalbahn Werkbahn |
| Rheinland-Pfalz     | Boppard–Simmern ein Abschnitt: Boppard–Buchholz (6,3 km)                                                                                              | 1435             | G 1    | 52,8       | 61                   | A2              | 1907          | 1931          | Hunsrückbahn 1931 umgestellt auf Reibungsbetrieb |
| Rheinland-Pfalz     | Linz am Rhein–Flammersfeld zwei Abschnitte: 1. Kasbach–Kalenborn (≈5,1 km) 2. Elsaff–St. Katharinen (≈3,6 km)                                         | 1435             | G 1    | ?          | 57                   | A2              | 1912          | 1931          | Kasbachtalbahn 1931 Umstellung auf Reibungsbetrieb 1945 Einstellung Mettelshahn–Flammersfeld 1950 Einstellung Neustadt (Wied)–Mettelshahn 1960 Einstellung Pv Linz (Rhein)–Neustadt (Wied)                                                                                               |
| Rheinland-Pfalz     | Brohl–Kempenich ein Abschnitt: Oberzissen–Engeln (5,7 km)                                                                                             | 1000             | G 1    | 24,0       | 50                   | A2              | 1901          | 1934          | BEG Brohltalbahn 1925 Einführung des Reibungsbetriebs auf der Steilstrecke im Pv 1934 Umstellung auf Reibungsbetrieb 1961 Stilllegung Pv Brohl–Kempenich 1974 Stilllegung Gv Engeln–Kempenich Strecke Brohl–Engeln ist heute noch in Betrieb, 1977 Wiedereröffnung PV als Vulkan-Express |
| Rheinland-Pfalz     | Friedrichssegen, Werksbahn der Grube Friedrichssegen                                                                                                  | 1000             | G      | ?          |                      | R               | 1880          | 1913          | abgebaut |
| Sachsen             | Görlitz–Weißenberg ein Abschnitt: Königshain Wald–Hilbersdorf (≈0,9 km)                                                                               | 1435             | G 1    | 27,7       | 46                   | A2              | 1904          | 1936          | Görlitzer Kreisbahn Bahnstrecke abgebaut |
| Sachsen-Anhalt      | Blankenburg–Tanne mehrere Abschnitte | 1435             | G 1    | 30,3       | 60                   | A3              | 1885          | 1920          | Rübelandbahn Strecke in Betrieb, 1920 Umstellung auf Adhäsionsbetrieb ruebelandbahn.de |
| Sachsen-Anhalt      | Mansfeld, Wolfschacht (Fortschrittschacht) |                  |        | ?          |                      |                 |               |               | Mansfeld AG Werkbahn, Ouelle: Die ehemaligen unterirdischen Standseilbahnen der Mansfeld AG (Memento vom 24. September 2009 im Internet Archive) |
| Sachsen-Anhalt      | Mansfeld, Vitztumschacht (Thälmannschacht) | 900              | G      | ?          |                      |                 |               |               | Mansfeld AG Werkbahn, Ouelle: Die ehemaligen unterirdischen Standseilbahnen der Mansfeld AG (Memento vom 24. September 2009 im Internet Archive) |
| Sachsen-Anhalt      | Mansfeld, Röhrig-Schacht (Thomas-Münzer-Schacht) |                  |        | ?          |                      |                 |               |               | Mansfeld AG Werkbahn, Ouelle: Die ehemaligen unterirdischen Standseilbahnen der Mansfeld AG (Memento vom 24. September 2009 im Internet Archive) |
| Sachsen-Anhalt      | Mansfeld, Bernhard-Koenen-Schacht. |                  |        | ?          |                      |                 |               |               | Mansfeld AG Werkbahn, Ouelle: Die ehemaligen unterirdischen Standseilbahnen der Mansfeld AG (Memento vom 24. September 2009 im Internet Archive) |
| Schleswig-Holstein  | Wedel Zuckerfabrik | 800/1300         | G 2    | 0,75       | 150                  | A2              | 1901          | 1932          | Zuckerfabrik Schulau Zahnradbahn Zuckerfabrik Schulau Werkbahn, Ouelle: Zuckerfabrik Schulau, Hamburg-Wedel (1901–1933) |
| Thüringen           | Suhl–Schleusingen ein Abschnitt: Suhl-Neundorf–Suhl-Friedberg (≈2,5 km)                                                                               | 1435             | G 1    | 15,8       | 71                   | A2              | 1911          | 1928          | Friedbergbahn seit 1928 Adhäsionsbetrieb, außer Betrieb |
| Thüringen           | Plaue–Schleusingen drei Abschnitte: 1. Stützerbach–Rennsteig (≈1,5 km) 2. Rennsteig–Schleusingen (≈2,1 km) 3. Schleusingen Ost–Schleusingen (≈1,0 km) | 1435             | G 1    | 51,0       | 61                   | A2              | 1904          | 1927          | Rennsteigbahn 1927 Umstellung auf Adhäsionsbetrieb, PV bis in die 1990er Jahre, heute nur Gelegenheitsverkehr. |
| Thüringen           | Heiligenstadt–Schwebda zwei Abschnitte: 1. vor Fürstenhagen (Eichsfeld) (≈1,2 km) 2. nach Fürstenhagen (Eichsfeld) (≈0,5 km)                          | 1435             | G 1    | 32,1       | 50                   | A2              | 1914          | 1922          | Bahnstrecke Heiligenstadt–Schwebda Bahnstrecke abgebaut |
| Thüringen           | Schieferbrüche Lehesten | 1435             | G      | ?          |                      |                 | 1885          | 1951          | abgebaut werkbahn.de |
| Thüringen           | Schieferbrüche Lehesten | 690              | G      | ?          |                      |                 | 1885          | 1951          | abgebaut werkbahn.de |

### Österreich
| BL | Ort, Strecke                                                    | Spur- weite [mm] | Gleise | Länge [km] | Höhen- unter- schied [m] | Gipfel- höhe [m ü. Adria] | größte Neig- ung [‰] | System | Zahn- rad von | Zahn- rad bis | Betrieb durch | Artikel        | Bemerkungen |
| -- | --------------------------------------------------------------- | ---------------- | ------ | ---------- | ------------------------ | ------------------------- | -------------------- | ------ | ------------- | ------------- | --- | -------------- | --- |
| NÖ | Puchberg–Hochschneeberg                                         | 1000             | R 1    | 9,7        | 1219                     | 1796                      | 196                  | A2     | 1897          | heute         | Niederösterreichische Schneebergbahn GmbH (NÖSBB)                                                                                         | Schneebergbahn | kommerzieller Betrieb überwiegend mit Dieselzügen. Regelmäßige Nostalgiezüge mit Dampflokomotiven                                     |
| OÖ | Trimmelkam                                                      | ?                | ?      | ?          | ?                        | ?                         | ?                    | ?      | ≈ 1986        | ?             | Salzach-Kohlenbergbau-Gesellschaft (SAKOG)                                                                                                |                | Montanzahnradbahn, in den späten 1980er Jahren geliefert durch die Fa. Scharf                                                         |
| S  | St. Wolfgang–Schafberg                                          | 1000             | R 1    | 5,9        | 1190                     | 1732                      | 255                  | A2     | 1893          | heute         | Salzkammergutbahn GmbH (SKGB) | Schafbergbahn  | fast ausschließlicher Betrieb mit Dampflokomotiven. Teile der Strecke liegen jeweils in den Bundesländern Oberösterreich und Salzburg |
| S  | (Salzburg–) Parsch–Gaisberg                                     | 1000             | R 1    | 5,3        | 846                      | 1275                      | 250                  | R      | 1887          | 1928          | AG Gaisbergbahn Gesellschaft | Gaisbergbahn   | Strecke 1930 abgebaut |
| ST | Erzberg–Vordernberg sieben Abschnitte (14,5 km)                 | 1435             | G 1    | 20         | 512                      | 1204                      | 71                   | A2     | 1891          | 1978          | Verein Erzbergbahn | Erzbergbahn    | heute Museumsbahn, ohne Zahnstangen teilweise als Touristikbahn in Betrieb                                                            |
| ST | Montanzahnradbahn am steirischen Erzberg                        | 900              | R 3    | ?          | ?                        | ?                         | ?                    | ?      | ?             | ?             | |                | Einzige elektrisch betriebene Zahnradbahn in Österreich                                                                               |
| T  | Jenbach–Achensee 1 Abschnitt: Jenbach–Eben am Achensee (3,6 km) | 1000             | G 1    | 6,7        | 440                      | 970                       | 160                  | R      | 1889          | heute         | Achenseebahn AG, diese wurde im Jahr 2020 insolvent. Ab 2022 wieder Betrieb durch die neue Achenseebahn Infrastruktur- und Betriebs-GmbH. | Achenseebahn   | ausschließlicher Betrieb mit Dampflokomotiven                                                                                         |
| W  | (Wien–) Nussdorf–Kahlenberg                                     | 1435             | R 2    | 4,9        | ?                        | 483                       | ?                    | R      | 1874          | 1922          | Kahlenberg Eisenbahn Gesellschaft | Kahlenbergbahn | überwiegend zweigleisig, dazu ein einspuriger Abschnitt mit 0,6 km Länge, Strecke abgebaut                                            |

### Großbritannien
| Ort, Strecke        | Spur- weite mm | G l e i s e | Länge km | Höhen- unter schied in Meter | Gipfel- höhe in Meter | größte Neigung in ‰ | System | Zahn- rad von | Zahn- rad bis | Be- trieb durch | Artikel                  | Bemerkungen |
| ------------------- | -------------- | ----------- | -------- | ---------------------------- | --------------------- | ------------------- | ------ | ------------- | ------------- | --------------- | ------------------------ | ----------- |
| England             |                |             |          |                              |                       |                     |        |               |               |                 |                          |             |
| Leeds – Hunslet     | 1435           | 1           | 1,54     |                              |                       |                     |        | 1812          | ?             |                 | Middleton Railway        |             |
| Wales               |                |             |          |                              |                       |                     |        |               |               |                 |                          |             |
| Llanberis – Snowdon | 800            | R 1         | 7,4      | 950                          | 1085                  | 180                 | A2     | 1897          | heute         |                 | Snowdon Mountain Railway |             |

### Belgien
| Ort, Strecke                                    | Spur- weite mm | G l e i s e | Länge km | Höhen- unter schied in Meter | Gipfel- höhe in Meter | größte Neigung in ‰ | System | Zahn- rad von | Zahn- rad bis | Be- trieb durch      | Artikel | Bemerkungen          |
| ----------------------------------------------- | -------------- | ----------- | -------- | ---------------------------- | --------------------- | ------------------- | ------ | ------------- | ------------- | -------------------- | ------- | -------------------- |
| Ougrée bei Lüttich ein Abschnitt mit 400 Metern | 1435           | G 2         | 1,0      | 150                          |                       | 120                 | R      | 1905          | 1928          | SA d’Ougrée Marihaye |         | Werkbahn, Abbau 1948 |

### Frankreich
| Ort, Strecke                                                      | Spur- weite mm | G l e i s e | Länge km | Höhen- unter schied in Meter | Gipfel- höhe in Meter | größte Neigung in ‰ | System | Zahn- rad von | Zahn- rad bis | Be- trieb durch                                                                           | Artikel                                | Bemerkungen |
| ----------------------------------------------------------------- | -------------- | ----------- | -------- | ---------------------------- | --------------------- | ------------------- | ------ | ------------- | ------------- | ----------------------------------------------------------------------------------------- | -------------------------------------- | --- |
| Region Auvergne-Rhône-Alpes                                       |                |             |          |                              |                       |                     |        |               |               |                                                                                           |                                        | |
| Panoramique des Dômes Puy de Dôme                                 | 1000           | G           | 5,3      | 724                          | 1414                  | 155                 | S      | 2012          | heute         | SNC-Lavalin CFTA                                                                          | Panoramique des Dômes                  | Neubaustrecke auf ehemaliger Straße, die wiederum auf einer von 1907 bis 1926 existierenden Schmalspurbahn lag        |
| 1. Linie Étrembières–Monnetier-Mairie–Treize-Arbres (Mont Salève) | 1000           | R 1         | 6        |                              | 1142                  | 250                 | A2     | 1893          | 1937          | SA des Chemins de fer du Salève                                                           | Chemin de fer du Salève (CFS)          | Erste elektrisch betriebene Zahnradbahn der Welt; Betrieb mit Stromschiene (600 V) ab 1932 ersetzt durch Luftseilbahn |
| 2. Linie Veyrier–Monnetier-Mairie                                 | 1000           | R 1         | 3        |                              | 700                   |                     | A2     | 1894          | 1932          | SA des Chemins de fer du Salève                                                           | Chemin de fer du Salève (CFS)          | Endstation auf 650 m; ab 1932 durch Luftseilbahn ersetzt                                                              |
| Chamonix–Montenvers (Mer de Glace) Zahnstangenlänge: 4,8 km       | 1000           | R 1         | 5,1      |                              | 1909                  | 220                 | S      | 1909          | heute         | Compagnie du Mont-Blanc                                                                   | Chemin de fer du Montenvers (CM)       | elektrifiziert mit 11 kV Wechselspannung bei 50 Hz (1953), seit 1954 Elektrotriebwagen                                |
| Le Fayet–Nid d’Aigle Zahnstangenlänge: 10,0 km                    | 1000           | G 1         | 12,4     |                              |                       | 250                 | S      | 1904          | heute         | Compagnie du Mont-Blanc                                                                   | Tramway du Mont Blanc (TMB)            | seit 1956 Elektrotriebwagen                                                                                           |
| Aix-les-Bains–Mont Revard                                         | 1000           | R 1         | 9,35     | 1236                         | 1496                  |                     | A2     | 1893          | 1935          | Société Anonyme des Chemins de fer de montagne et régionaux                               | Chemin de fer du Mont-Revard           | 1937 durch Seilbahn ersetzt                                                                                           |
| Lyon (Saint-Jean–Saint-Just)                                      | 1000           | G           |          |                              |                       |                     | A2     | 1900          | 1956          |                                                                                           | Zahnradbahn Saint-Jean–Saint-Just      | Standseilbahn 1878–1899 und ab 1958                                                                                   |
| Lyon, Métro Lyon, Linie C                                         | 1435           | G           | 2,435    |                              |                       |                     | VR     | 1974          | heute         |                                                                                           |                                        | Standseilbahn 1891–1971                                                                                               |
| Chambéry, Ciments Chiron                                          | 600            | G           | 5        | 150                          |                       |                     | S      | 1912          | 1924          |                                                                                           |                                        | Steintransport |
| Region Grand Est                                                  |                |             |          |                              |                       |                     |        |               |               |                                                                                           |                                        | |
| Langres, Bahnhof–Stadt                                            | 1000           | G           | 1,47     | 133                          | 468                   | 172                 | R      | 1887          | 1971          |                                                                                           | Zahnradbahn Langres                    | Betrieb ab 1935 mit 600 V Gleichspannung funimag.com                                                                  |
| Münster–Schluchtpass                                              | 1000           | G 1         | 10,8     |                              |                       | 220                 | S      | 1907          | 1918          |                                                                                           | Bahnstrecke Munster–Col de la Schlucht | Betrieb mit 750 V Gleichspannung                                                                                      |
| Region Hauts-de-France                                            |                |             |          |                              |                       |                     |        |               |               |                                                                                           |                                        | |
| Laon, Bahnhof–Stadt                                               | 1000           | G 1         | 1,51     |                              |                       | 129                 | A2     | 1899          | 1971          | Société du chemin de fer de Laon, später Régie des transports urbains de la ville de Laon | Zahnradbahn Laon                       | Betrieb mit 500 V Gleichspannung                                                                                      |
| Region Nouvelle-Aquitaine                                         |                |             |          |                              |                       |                     |        |               |               |                                                                                           |                                        | |
| St Ignace–La Rhune                                                | 1000           | R           | 4,2      |                              |                       | 300                 | S      | 1924          | heute         |                                                                                           | Chemin de fer de la Rhune              | elektrifiziert mit Drehstrom, 3 kV bei 50 Hz                                                                          |
| Region Okzitanien                                                 |                |             |          |                              |                       |                     |        |               |               |                                                                                           |                                        | |
| Bagnères-de-Luchon–Superbagnères                                  | 1000           | R           | 5,65     | 1170 (etwa)                  | 1800                  |                     | S      | 1912          | 1966          | „Société des chemins de fer et hôtels de montagne aux Pyrénées“ (CFHMP)                   | Bergbahn Luchon–Superbagnères          | |
| Region Provence-Alpes-Côte d’Azur                                 |                |             |          |                              |                       |                     |        |               |               |                                                                                           |                                        | |
| Beausoleil–La Turbie                                              | 1000           | R           |          |                              |                       |                     | R      | 1894          | 1932          | „Compagnie du chemin de fer d'intérêt local à crémaillère de La Turbie (Righi d'hiver)“   | Zahnradbahn La Turbie–Monte Carlo      | |
| Monaco, Monte Carlo                                               | 1000           | G 1         |          |                              |                       |                     | S      | 1902          | 1914          |                                                                                           | Zahnradbahn Monte Carlo–Riviera Palace | |

### Spanien
| Ort, Strecke                  | Spur- weite mm | G l e i s e | Länge km | Höhen- unter schied in Meter | Gipfel- höhe in Meter | größte Neigung in ‰ | System | Zahn- rad von | Zahn- rad bis | Be- trieb durch                             | Artikel                  | Bemerkungen                                                         |
| ----------------------------- | -------------- | ----------- | -------- | ---------------------------- | --------------------- | ------------------- | ------ | ------------- | ------------- | ------------------------------------------- | ------------------------ | ------------------------------------------------------------------- |
| Region Andalusien             |                |             |          |                              |                       |                     |        |               |               |                                             |                          |                                                                     |
| Granada–Alhambra              | 1000           | G           |          |                              |                       |                     | R      | 1907          | 1946          |                                             |                          |                                                                     |
| Vélez–Periana                 | 1000           | G           |          |                              |                       |                     | A2     | 1920          | 1960          |                                             |                          |                                                                     |
| Region Katalonien             |                |             |          |                              |                       |                     |        |               |               |                                             |                          |                                                                     |
| Ribes de Freser–Vall de Núria | 1000           | G 1         | 12,5     | 1059                         | 1964                  | 150                 | A2     | 1931          | heute         | Ferrocarrils de la Generalitat de Catalunya | Cremallera de Núria      | 7 km mit Zahnstange                                                 |
| Monistrol–Montserrat          | 1000           | G* 1        | 5,0      | 550                          |                       | 156                 | A2     | 1892 2003     | 1957 heute    | Ferrocarrils de la Generalitat de Catalunya | Cremallera de Montserrat | Betrieb mit 1500 V Gleichspannung, * ursprünglich reine Zahnradbahn |

### Portugal
| Ort, Strecke             | Spur- weite mm | G l e i s e | Länge km | System | Zahn- rad von | Zahn- rad bis | Be- trieb durch | Artikel                   | Bemerkungen                     |
| ------------------------ | -------------- | ----------- | -------- | ------ | ------------- | ------------- | --------------- | ------------------------- | ------------------------------- |
| Region Madeira           |                |             |          |        |               |               |                 |                           |                                 |
| Funchal–Monte            | 1000           |             |          | R      | 1893          | 1943          |                 | Caminho de Ferro do Monte | Wiederaufbau wird diskutiert    |
| Region Nord              |                |             |          |        |               |               |                 |                           |                                 |
| Porto, Vila Nova de Gaia | 1676           |             |          | R      | 1891          | 1___          |                 |                           | Quelle: Die Lokomotive 198/1907 |

### Italien
| Ort, Strecke | Spur- weite mm | G l e i s e | Länge km | System   | Zahn- rad von | Zahn- rad bis | Be- trieb durch                                             | Artikel                                 | Bemerkungen |
| --- | -------------- | ----------- | -------- | -------- | ------------- | ------------- | ----------------------------------------------------------- | --------------------------------------- | --- |
| Region Friaul-Julisch Venetien |                |             |          |          |               |               |                                                             |                                         | |
| Triest–Opicina ein Abschnitt: Piazza Scorcola–Vetta Scorcola (0,9 km)                                                                                            | 1000           | G 1         | 5        | S        | 1902          | 1928          | Trieste Trasporti SpA (TT)                                  | Bahnstrecke Triest–Opicina              | Bahn besteht bis heute; Steilstreckenabschnitt im Jahr 1928 zur Standseilbahn umgebaut                                                                         |
| Triest, Werkbahn der Werft Cantieri Riuniti, Stabilimento Tecnico im Hafen Triest                                                                                | 1435           | G           |          | R        | 1926          | 1966          |                                                             |                                         | |
| Regionen Kalabrien und Basilikata |                |             |          |          |               |               |                                                             |                                         | |
| Cosenza–Catanzaro ein Abschnitt: Catanzaro Pratica–Catanzaro Sala (2,0 km)                                                                                       | 950            | G 1         | 112,5    | S        | 1933          | heute         | Ferrovie della Calabria (FC)                                | Bahnstrecke Cosenza–Catanzaro           | Zunächst Dampfbetrieb, ab 1981 von Zahnradtraktor geschobene Triebwagen, seit 1990er Jahren Dieseltriebwagen mit Adhäsions- und Zahnradantrieb                 |
| Paola–Cosenza drei Abschnitte | 1435           | G 1         | 35       | S        | 1915          | 1987          | Ferrovie dello Stato (FS)                                   | Bahnstrecke Paola–Cosenza               | Bahnstrecke stillgelegt und Ersatz durch neue Trasse |
| Spezzano Albanese–Lagonegro drei Abschnitte (fast 6 km) | 950            | G 1         | 104,7    | S        | 1915          | 1970          | Ferrovie Calabro Lucane (FCL)                               | Bahnstrecke Lagonegro–Spezzano Albanese | Bahnstrecke von 1915 bis 1952 durchgehend im Betrieb, letztes Teilstück 1978 eingestellt                                                                       |
| Region Kampanien |                |             |          |          |               |               |                                                             |                                         | |
| Pugliano–Vesuvio Interferiore ein Abschnitt: Centrale Elettrica–Osservatorio Eremo (1,6 km)                                                                      | 1000           | G 1         | 7,7      | S        | 1903          | 1955          | Società Ferrovia e Funicolare Vesuviana (SFFV)              |                                         | Bahnstrecke von 1903 bis 1955 in Betrieb |
| Straßenbahn Neapel ein Abschnitt: Via Salvator Rosa bis zur gleichnamigen Piazza (der späteren Piazza Mazzini)                                                   | 1435           |             | 0,7      | R        | 1888          | ?             |                                                             |                                         | |
| Region Ligurien |                |             |          |          |               |               |                                                             |                                         | |
| Genua, Principe–Granarolo | 1200           | R 1         | 1,1      | R        | 1901          | heute         | Azienda Mobilità e Trasporti Genova (AMT)                   | Zahnradbahn Principe–Granarolo          | |
| Region Piemont |                |             |          |          |               |               |                                                             |                                         | |
| Stresa–Mottarone vier Abschnitte: 1. Stresa–Vedasco-Binda (1,8 km) 2. Vezzo – Gignese-Levo (1,9 km) 3. Gignese-Levo–Alpino (1,0 km) 4. Alpino–Mottarone (4,5 km) | 1000           | G 1         | 9,8      | A2       | 1911          | 1963          |                                                             | Ferrovia Stresa–Mottarone (FSM)         | Betrieb mit 750 V Gleichstrom |
| Turin, Sassi–Superga | 1445           | R 1         | 3,1      | S        | 1935          | heute         | Gruppo Torinese Trasporti (GTT)                             | Tranvia a dentiera Sassi-Superga        | Von 1884 bis 1934 als Standseilbahn System Agudio betrieben, nach Seilriss zur Zahnradbahn umgebaut und 1935 wiedereröffnet, Betrieb mit Stromschienen (600 V) |
| Region Sizilien |                |             |          |          |               |               |                                                             |                                         | |
| Filaga–Palazzo Adriano ein Abschnitt: Prizzi–Sosio (4,5 km) | 950            | G 1         | 13,8     | S        | 1918/20       | 1959          | Ferrovie dello Stato (FS)                                   | Filaga–Palazzo Adriano                  | |
| Dittaino–Leonforte ein Abschnitt: Cavalcatore–Assoro (≈6,0 km)                                                                                                   | 950            | G 1         | 14,7     | S        | 1918/23       | 1959          | Ferrovie dello Stato (FS)                                   | Dittaino–Leonforte                      | |
| Dittaino–Caltagirone ein Abschnitt: Mulinello–Valguamera (≈5,5 km)                                                                                               | 950            | G 1         | 71,2     | S        | 1912/30       | 1969/71       | Ferrovie dello Stato (FS)                                   | Dittaino–Caltagirone                    | |
| Lercara–Magazzolo ein Abschnitt: Contuberna–San Stefano Quisquina (3,4 km)                                                                                       | 950            | G 1         | 66,9     | S        | 1912/24       | 1959          | Ferrovie dello Stato (FS)                                   | Lercara–Magazzolo                       | |
| Agrigento–Licata sechs Abschnitte auf dem Abschnitt Agrigento–Palma di Montechiaro (10,8 von 43,8 km)                                                            | 950            | G 1         | 63,8     | S        | 1915/21       | 1958          | Ferrovie dello Stato (FS)                                   | Agrigento–Licata                        | |
| Region Toskana |                |             |          |          |               |               |                                                             |                                         | |
| Saline di Volterra–Volterra ein Abschnitt: Saline–Volterra (≈4,2 km)                                                                                             | 1435           | G 1         | 7,9      | S        | 1912          | 1958          | Ferrovie dello Stato (FS)                                   | Bahnstrecke Cecina–Volterra             | Bahnstrecke stillgelegt |
| Reggello–Sant'Ellero–Reggello–Saltino (Reggello) ein Abschnitt: Sant’Ellero–Saltino (8,2 km)                                                                     | 800 ?          | R 1         | 8,2      | Telfener |               |               | Ferrovia a Cremagliera S.Ellero-Saltino (Vallombrosa) (FCS) |                                         | Bahnstrecke stillgelegt |
| Region Trentino-Südtirol |                |             |          |          |               |               |                                                             |                                         | |
| Bozen–Klobenstein ein Abschnitt: Bozen Rittner Bf–Maria Himmelfahrt (4,2 km)                                                                                     | 1000           | G 1         | 11,8     | S        | 1907          | 1966          | SAD Nahverkehr                                              | Rittner Bahn (Ferrovia del Renon)       | Ersatz durch Seilbahn, Adhäsionsstrecke weiter in Betrieb |
| Region Venetien |                |             |          |          |               |               |                                                             |                                         | |
| Rocchette–Asiago ein Abschnitt: Cogollo–Campiello (5,8 km) | 950            | G 1         | 21,2     | S        | 1910          | 1958          | Società Veneta (SV)                                         | Zahnradbahn Rocchette–Asiago            | |

### Griechenland
| Ort, Strecke            | Spur- weite mm | G l e i s e | Länge km | Höhen- unter schied in Meter | Gipfel- höhe in Meter | größte Neigung in ‰ | System | Zahn- rad von | Zahn- rad bis | Be- trieb durch | Artikel   | Bemerkungen                                                                     |
| ----------------------- | -------------- | ----------- | -------- | ---------------------------- | --------------------- | ------------------- | ------ | ------------- | ------------- | --------------- | --------- | ------------------------------------------------------------------------------- |
| Region Westgriechenland |                |             |          |                              |                       |                     |        |               |               |                 |           |                                                                                 |
| Diakopto–Kalavrita      | 750            | G 1         | 22,3     | 702                          | 712                   | 145                 | A2     | 1896          | heute         | OSE             | Odontotos | seit Sommer 2009 nach Erneuerung der Strecke und Rollmaterial wieder in Betrieb |

### Slowenien
| Ort, Strecke            | Spur- weite mm | G l e i s e | Länge km | Höhen- unter schied in Meter | Gipfel- höhe in Meter | größte Neigung in ‰ | System | Zahn- rad von | Zahn- rad bis | Be- trieb durch | Artikel | Bemerkungen       |
| ----------------------- | -------------- | ----------- | -------- | ---------------------------- | --------------------- | ------------------- | ------ | ------------- | ------------- | --------------- | ------- | ----------------- |
| Region Zentralslowenien |                |             |          |                              |                       |                     |        |               |               |                 |         |                   |
| Bergwerk Trbovlje       | 620            |             |          |                              |                       | 250                 |        |               |               |                 |         | Montanzahnradbahn |

### Östliches Mitteleuropa
| Ort, Strecke                                                                     | Spur- weite mm | G l e i s e | Länge km | Höhen- unter schied in Meter | Gipfel- höhe in Meter | größte Neigung in ‰ | System | Zahn- rad von | Zahn- rad bis | Be- trieb durch                 | Artikel                                          | Bemerkungen |
| -------------------------------------------------------------------------------- | -------------- | ----------- | -------- | ---------------------------- | --------------------- | ------------------- | ------ | ------------- | ------------- | ------------------------------- | ------------------------------------------------ | --- |
| Polen                                                                            |                |             |          |                              |                       |                     |        |               |               |                                 |                                                  | |
| Srebrna Góra (Silberberg) – Nowa Wieś Kłodzka (Neudorf) Zahnstangenlänge: 3,8 km | 1435           | G           | 6,6      |                              | 513                   |                     | A2     | 1902          | 1931          | Eulen- gebirgs- bahn            | Eulengebirgsbahn                                 | |
| Warschau, Belweder – Plac Unii Lubelskiej                                        | 800            | G           |          |                              |                       |                     | A2     | 1902          | 1915          |                                 | Wilanower Bahn                                   | |
| Tschechien                                                                       |                |             |          |                              |                       |                     |        |               |               |                                 |                                                  | |
| Tanvald – Kořenov Zahnstangenlänge: 5,5 km                                       | 1435           | G 1         | 6,9      | 235                          | 701                   | 56                  | A2     | 1902          | heute         | ČD                              | Tannwalder Zahnradbahn                           | Auf Adhäsionsbetrieb umgestellt, Zahnradbetrieb nur noch an Staatsfeiertagen |
| Karlový Vary–Tři kříže (Karlsbad–Dreikreuzberg)                                  |                |             |          | 62                           | 440                   | 500                 | P      |               |               |                                 | Zahnradbahn auf den Dreikreuzberg in Karlsbad    | Der Bau der mit System Peter vorgesehenen Bahnstrecke wurde begonnen, aber wegen des Ersten Weltkrieges nie fertig gestellt.                                                                           |
| Slowakei                                                                         |                |             |          |                              |                       |                     |        |               |               |                                 |                                                  | |
| Žakarovce – Mariánská Hut                                                        | 1000           | G           | 4,0      |                              |                       |                     | R      | 1884          | 1899          |                                 | Zahnradbahn Žakarovce                            | Erzbahn; durch Seilbahn ersetzt |
| Štrba – Štrbské Pleso                                                            | 1000           | G           | 4,8      | 456                          | 1350                  | 127                 | R      | 1896          | 1932          |                                 | Zahnradbahn Štrba–Štrbské Pleso                  | 1940 abgebaut, 1969 wiedereröffnet |
| Štrba – Štrbské Pleso                                                            | 1000           | R           | 4,6      | 436                          | 1330                  | 150                 | VR     | 1969          | 2020          | ŽSR                             | Zahnradbahn Štrba–Štrbské Pleso                  | in den 1960er Jahren mit Schweizer Technologie neu aufgebaut, Betrieb mit Elektrotriebwagen |
| Štrba – Štrbské Pleso                                                            | 1000           | R           | 4,6      | 436                          | 1330                  | 150                 | TN70   | 2022          | heute         | ŽSR                             | Zahnradbahn Štrba–Štrbské Pleso                  | 2020–2022 außer Betrieb, dabei komplett erneuert und auf Strub TN70 umgebaut |
| Pohronská Polhora – Tisovec Zahnstangenlänge: 5,8 km                             | 1435           | G 1         | 42,0     | 108                          | 725                   | 50                  | A2     | 1896          | 1965          |                                 | Zahnradbahn Pohronská Polhora – Tisovec          | Zahnradbetrieb 1965 beendet, danach Adhäsionsbetrieb. Bei Fortbestand des Adhäsionsbetriebes wurde der Zahnradbetrieb als Gelegenheitsverkehr zu touristischen Zwecken Herbst 2014 wieder aufgenommen. |
| Krompachy, Eisenwerk Zahnstangenlänge: 0,3 km                                    | 1435           | G           | 1,3      |                              |                       |                     | A2     | 1896          | 1922          | Hernader Eisenwerk-Gesellschaft |                                                  | Werkbahn |
| Bosnien-Herzegowina                                                              |                |             |          |                              |                       |                     |        |               |               |                                 |                                                  | |
| Ivanpass (Sarajevo–Konjic) Zahnstangenlänge: 19,5 km                             | 760            | G 1         | 55,9     | 597                          | 876                   | 60                  | A2     | 1891          | 1966          | BHStB, dann JŽ                  | Narentabahn                                      | Streckenlänge im Jahr 1935 verkürzt |
| Komarpass (Travnik–Bugojno) Zahnstangenlänge: 6,3 km                             | 760            | G 1         | 40,7     | 268                          | 780                   | 45                  | A2     | 1894          | 1975          | BHStB, dann JŽ                  | Bahnstrecke Lašva–Donji Vakuf–Gornji Vakuf/Jajce | |
| Ungarn                                                                           |                |             |          |                              |                       |                     |        |               |               |                                 |                                                  | |
| Budapest, Városmajor – Széchenyi-hegy                                            | 1435           | R 1         | 3,7      | 324                          | 457                   | 110                 | R      | 1874          | 1973          |                                 | Schwabenbergbahn (Budapesti Fogaskerekű Vasút)   | Dritte Zahnradbahn der Welt, elektrischer Betrieb ab 1929, Umbau 1973, Erweiterung nach Széll Kálmán tér bzw. Normafa geplant                                                                          |
| Budapest, Városmajor – Széchenyi-hegy                                            | 1435           | R 1         | 3,7      | 324                          | 457                   | 110                 | S      | 1973          | heute         |                                 | Schwabenbergbahn (Budapesti Fogaskerekű Vasút)   | Dritte Zahnradbahn der Welt, elektrischer Betrieb ab 1929, Umbau 1973, Erweiterung nach Széll Kálmán tér bzw. Normafa geplant                                                                          |
| Salgótarján – Rimamurány Zahnstangenlänge: 0,2 km                                | 635            | G           | 3,2      |                              |                       |                     | A2     | 1895          | 1957          |                                 |                                                  | Werkbahn der Eisenhütte Rimamurány in Salgótarján |
| Stahlwerk Ózd Zahnstangenlänge: 0,7 km                                           | 1435           | G           | 3,0      |                              |                       |                     | A2     | 1906          | ?             |                                 |                                                  | Werkbahn, ab 1964 Dieselloks |
| Rumänien                                                                         |                |             |          |                              |                       |                     |        |               |               |                                 |                                                  | |
| Caransebeș (Karánsebes) – Hațeg (Hátszeg) Zahnstangenlänge: 5,0 km               | 1435           | G           | 75,0     |                              | 692                   | 50                  | A2     | 1907          | 1978          |                                 | Bahnstrecke Caransebeș–Bouțari–Subcetate         | |

## Zahnradbahnen in Afrika
| Ort, Strecke                                         | Spur- weite mm | G l e i s e | Länge km | System | Zahn- rad von | Zahn- rad bis | Be- trieb durch | Artikel      | Bemerkungen |
| ---------------------------------------------------- | -------------- | ----------- | -------- | ------ | ------------- | ------------- | --------------- | ------------ | --- |
| Angola                                               |                |             |          |        |               |               |                 |              | |
| Lengue–San Pedro                                     | 1067           |             |          | R      | 1909          | 1948          |                 | Benguelabahn | Hefti, Zahnradbahnen der Welt, gibt als Fertigstellungsdatum 1905/1906 an.                                                             |
| Südafrika                                            |                |             |          |        |               |               |                 |              | |
| Waterval Onder – Waterval Boven (Provinz Mpumalanga) | 1067           | 1           | 3,5      | R      | 1896          | 1908          | NZASM, CSAR     | Delagoabahn  | Die Lokomotiven wurden von der Maschinenfabrik Esslingen an die Nederlandsch-Zuid-Afrikaansche Spoorweg Maatschappij (NZASM) geliefert |

## Zahnradbahnen in Nord- und Mittelamerika
| Ort, Strecke                                           | Spur- weite mm | G l e i s e | Länge km | Höhen- unter schied in Meter | Gipfel- höhe in Meter | größte Neigung in ‰ | System   | Zahn- rad von | Zahn- rad bis | Be- trieb durch                                                        | Artikel                           | Bemerkungen                                                                              |
| ------------------------------------------------------ | -------------- | ----------- | -------- | ---------------------------- | --------------------- | ------------------- | -------- | ------------- | ------------- | ---------------------------------------------------------------------- | --------------------------------- | ---------------------------------------------------------------------------------------- |
| USA                                                    |                |             |          |                              |                       |                     |          |               |               |                                                                        |                                   |                                                                                          |
| Bundesstaat Colorado                                   |                |             |          |                              |                       |                     |          |               |               |                                                                        |                                   |                                                                                          |
| Manitou Springs, Pikes Peak                            | 1435           | R           | 15,0     | 2245                         | 4260                  | 250                 | A2       | 1891          | 2017          |                                                                        | Pike’s Peak Cog Railway           | Dampf, seit 1949 Diesel, seit 1963 Dieseltriebwagen                                      |
| Manitou Springs, Pikes Peak                            | 1435           | R           | 15,0     | 2245                         | 4260                  | 250                 | TN70     | 2021          | heute         | 2017 bis 2021 wegen Renovierung außer Betrieb, auf Strub TN70 umgebaut | Pike’s Peak Cog Railway           |                                                                                          |
| Bundesstaat Maine                                      |                |             |          |                              |                       |                     |          |               |               |                                                                        |                                   |                                                                                          |
| Bar Harbor – Green Mountain (heute Cadillac Mountain)  | 1422           |             | 1,83     |                              |                       |                     |          | 1883          | 1890          |                                                                        | Green Mountain Railway            |                                                                                          |
| Bundesstaat Michigan                                   |                |             |          |                              |                       |                     |          |               |               |                                                                        |                                   |                                                                                          |
| Hancock                                                | 1435           |             | 0,8      |                              |                       |                     |          | 1997          |               |                                                                        | Quincy and Torch Lake Cog Railway |                                                                                          |
| Bundesstaat New Hampshire                              |                |             |          |                              |                       |                     |          |               |               |                                                                        |                                   |                                                                                          |
| Mount Washington                                       | 1422           | R           | 4,5      | 1093                         | 1918                  | 377                 | Marsh    | 1869          | heute         |                                                                        | Mount Washington Cog Railway      | Dampfbetrieb, seit 2008/10 mehrheitlich Dieselbetrieb                                    |
| Bundesstaat Ohio                                       |                |             |          |                              |                       |                     |          |               |               |                                                                        |                                   |                                                                                          |
| Madison (Ohio) – Indianapolis Zahnstangenlänge: 2,2 km | 1435           | G           | 3,2      | 130                          |                       | 61                  | Cathcart | 1847          | 1868          |                                                                        |                                   |                                                                                          |
| Panama                                                 |                |             |          |                              |                       |                     |          |               |               |                                                                        |                                   |                                                                                          |
| Panama, Panamakanal Zahnstangenlänge: 18 km            | 1524           | 2 G         | 29       |                              |                       | 500                 | R        | 1912          | heute         |                                                                        |                                   | Treidelbahn; steilste Werk-Zahnradbahn der Welt max. 500 ‰ Neigung (Schleusen von Gatun) |
| Mexiko                                                 |                |             |          |                              |                       |                     |          |               |               |                                                                        |                                   |                                                                                          |
| Compañía Minera de Peñoles, Minenbahn Mapimí - Ojuela  |                |             |          |                              |                       |                     | A        | 1896          | ?             |                                                                        |                                   | [ 6 ] [ 7 ]                                                                              |
| Santo Domingo                                          |                |             |          |                              |                       |                     |          |               |               |                                                                        |                                   |                                                                                          |
| Puerto Plata–Bajabonico                                | 765            | G           |          |                              |                       |                     | A2       | 1895          | ?             |                                                                        |                                   | [ 8 ] [ 9 ]                                                                              |

## Zahnradbahnen in Südamerika
| Ort, Strecke                                                                  | Spur- weite mm | G l e i s e | Länge km | Höhen- unter schied in Meter | Gipfel- höhe in Meter | größte Neigung in ‰ | System | Zahn- rad von | Zahn- rad bis | Be- trieb durch          | Artikel                    | Bemerkungen |
| ----------------------------------------------------------------------------- | -------------- | ----------- | -------- | ---------------------------- | --------------------- | ------------------- | ------ | ------------- | ------------- | ------------------------ | -------------------------- | --- |
| Brasilien                                                                     |                |             |          |                              |                       |                     |        |               |               |                          |                            | |
| Bundesstaat Rio de Janeiro                                                    |                |             |          |                              |                       |                     |        |               |               |                          |                            | |
| Rio de Janeiro–Corcovado                                                      | 1000           | R 1         | 3,8      | 640                          | 680                   | 300                 | R      | 1884          | heute         |                          | Corcovado-Bergbahn         | Betrieb ab 1910 mit Drehstrom |
| (Rio de Janeiro) – Vila Inhomirim – Petrópolis der Linha do Norte (Brasilien) | 1000           | R           | 8,8      |                              |                       |                     | R      | 1883          | 1965          | Leopoldina Railway       | Linha do Norte             | reine Zahnradbahn (Vortrieb nur mit Zahnstange). Wiederinbetriebnahme wird bei diversen amtlichen und politischen Strukturen studiert, als Grundidee mit direkten Zügen aus Rio |
| (Rio de Janeiro) – Guapimirim – Teresópolis                                   | 1000           | R           | 9,3      |                              |                       |                     | R      | 1908          |               | Teresópolis Railway      |                            | eingestellt 1957 |
| Bundesstaat São Paulo                                                         |                |             |          |                              |                       |                     |        |               |               |                          |                            | |
| Raiz da Serra – Paranapiacaba                                                 | 1600           | G           | 8,064    |                              |                       |                     | A3     | 1974          | heute         | MRS                      | Bahnstrecke Santos–Jundiaí | Umbau aus Standseilbahn Serra Incline, ersetzt die früheren Systeme „Old Serra Incline“ und „New Serra Incline“, Teilstrecke Santos – São Paulo Bahn, Betrieb mit 3000 V Gleichspannung. Im Jahr 2010 wurden sieben neue 5-MW-Lokomotiven von Stadler Rail bestellt, die ab 2013 in Betrieb gingen. |
| Chile                                                                         |                |             |          |                              |                       |                     |        |               |               |                          |                            | |
| Los Andes (Chile) –Mendoza (Argentinien) Zahnstangenlänge: 130 km             | 1000           | G           | 248      | 2413                         | 3186                  | 80                  | A3     | 1910          | 1980 ?        | Ferrocarril Transandino  | Transandenbahn             | eingestellt, Strecke teilweise erhalten, Neubau ohne Zahnstange. |
| Arica (Chile)–La Paz (Bolivien) Zahnstangenlänge: 39 km                       | 1000           | G           | 418      | 4235                         | 4255                  | 60                  | A2     | 1913          |               | Ferrocarril Arica La Paz | Arica–La Paz               | Betrieb seit 1968 vorwiegend ohne Zahnstange. |
| Venezuela                                                                     |                |             |          |                              |                       |                     |        |               |               |                          |                            | |
| Puerto Cabello – Valencia                                                     | 1067           | R           | 3.8      |                              |                       |                     | A3     | 1886          | ca. 1955      |                          |                            | Status unbekannt |

## Zahnradbahnen in Asien
| Ort, Strecke                                                           | Spur- weite mm | G l e i s e | Länge km | Höhen- unter schied in Meter | Gipfel- höhe in Meter | größte Neigung in ‰ | System       | Zahn- rad von | Zahn- rad bis | Be- trieb durch              | Artikel                                   | Bemerkungen |
| ---------------------------------------------------------------------- | -------------- | ----------- | -------- | ---------------------------- | --------------------- | ------------------- | ------------ | ------------- | ------------- | ---------------------------- | ----------------------------------------- | --- |
| Indien                                                                 |                |             |          |                              |                       |                     |              |               |               |                              |                                           | |
| Mettupalayam–Ooty ein Abschnitt: Kallar–Coonoor 19,3 km                | 1000           | G           | 46       |                              |                       | 80                  | A2           | 1898          | heute         |                              | Nilgiri Mountain Railway                  | auch als Ooty-Line bekannt; nach wie vor mit Dampflokomotiven von SLM in Betrieb, Anm.:Josef Hons schreibt von 64,8 km Betriebslänge |
| Indonesien                                                             |                |             |          |                              |                       |                     |              |               |               |                              |                                           | |
| Ambarawa–Bedono                                                        | 1067           |             |          |                              |                       |                     |              | 1907          |               |                              | Ambarawa Rack Railway                     | zwei Zahnraddampflokomotiven sind im Eisenbahnmuseum Ambarawa vorhanden |
| Sawah–Loento                                                           | 600            |             |          |                              |                       |                     | A2           | 1907          |               |                              |                                           | |
| Padang–Bukittinggi/Sawahlunto Zahnstangenlänge: ursprünglich 23 km     | 1067           | G           | 179,5    | 733 früher 1154              | 731 früher 1152       | 70 früher 80        | R            | 1889          | zum Teil      | Kereta Api Indonesia         | Bahnstrecke Padang–Bukittinggi/Sawahlunto | ; früher Kohle-, heute Touristikbahn; Flügelstrecke Padang Panjang–Bukittinggi eingestellt |
| Japan                                                                  |                |             |          |                              |                       |                     |              |               |               |                              |                                           | |
| Yokokawa – Karuizawa oder Takasaki – Noetsu ? Zahnstangenlänge: 8,5 km | 1067           | G           | 11,0     |                              | 941                   | 67                  | A3           | 1893          | 1963          | Usui – Toge Railway          | Usui-Pass                                 | Dampf, elektrisch ab 1912 |
| Abt Ichishiro – Nagashima Dam                                          | 1067           | G           | 25,5     |                              |                       | 90                  | A3           | 1990          | heute         | Ōigawa Tetsudō               | Ikawa-Linie                               | |
| Pakistan                                                               |                |             |          |                              |                       |                     |              |               |               |                              |                                           | |
| Sibi – Bostan Zahnstangenlänge: 11,3 km                                | 1676           |             | 20,1     |                              | 1800                  | 60                  | A2           | 1887          |               |                              | Bolanbahn                                 | |
| Philippinen                                                            |                |             |          |                              |                       |                     |              |               |               |                              |                                           | |
| Baguio – Aringuay                                                      | 1067           |             | 22,5     |                              |                       | 120                 | A2           | 1914          |               | Philippine National Railways | Manila Railroad                           | Die Bahnstrecke dürfte nach https://newsinfo.inquirer.net/652848/the-saga-of-aringay-rail-line, https://books.google.de/books?id=QurNAAAAMAAJ&pg=PA210#v=onepage&q&f=false und https://books.google.de/books?id=9eEebqoS5_QC&pg=PA470#v=onepage&q&f=false nicht in Betrieb gegangen sein. Siehe dazu auch https://en.wikipedia.org/wiki/Manila_Railroad_300_class |
| Vietnam                                                                |                |             |          |                              |                       |                     |              |               |               |                              |                                           | |
| Krong-Pha – Đà Lạt Zahnstangenlänge: 12,5 km                           | 1000           | G           | 42,5     |                              | 1500                  | 125                 | A2           | 1927          | 1975          |                              | Bahnstrecke Tháp Chàm–Đà Lạt              | Adhäsionsabschnitt als Touristikbahn in Betrieb. Wiederaufbau der Gesamtstrecke in Diskussion |
| Libanon, Syrien                                                        |                |             |          |                              |                       |                     |              |               |               |                              |                                           | |
| Beirut–Damaskus Zahnstangenlänge: 32 km                                | 1050           | G           | 147      | 1486                         | 1486                  | 70                  | A2           | 1894          |               |                              | Libanonbahn                               | Ein in Syrien gelegener Adhäsionsabschnitt war 2007 noch als Tourismusbahn erhalten |
| Sibirien (Russland)                                                    |                |             |          |                              |                       |                     |              |               |               |                              |                                           | |
| Schiffshebewerk bei Diwnogorsk                                         | 9000           | R 1         | ca. 2    |                              |                       |                     | ähnl. Locher | 1976          | heute         |                              | Krasnojarsker Kraftwerk                   | transportiert Schiffe bis 1500 t, überwindet 118 m Höhendifferenz, Drehscheibe am Scheitelpunkt, Stromzufuhr über Fahrleitung, jeweils zwei Zahnstangen neben jedem Gleis |

## Zahnradbahnen in Australien
| Ort, Strecke                                            | Spur- weite mm | G l e i s e | Länge km | Höhen- unter schied in Meter | Gipfel- höhe in Meter | größte Neigung in ‰ | System | Zahn- rad von | Zahn- rad bis | Be- trieb durch | Artikel                       | Bemerkungen                                              |
| ------------------------------------------------------- | -------------- | ----------- | -------- | ---------------------------- | --------------------- | ------------------- | ------ | ------------- | ------------- | --------------- | ----------------------------- | -------------------------------------------------------- |
| Bundesstaat New South Wales                             |                |             |          |                              |                       |                     |        |               |               |                 |                               |                                                          |
| Snowy Mountains, Bullocks Flat–Perisher Valley–Blue Cow | 1435           | R           | 8,5      | 775                          | 1900                  | 127                 | S, VR  | 1987          | heute         |                 | Skitube                       | elektrifiziert mit 1500 V Gleichspannung, 5 km im Tunnel |
| Bundesstaat Queensland                                  |                |             |          |                              |                       |                     |        |               |               |                 |                               |                                                          |
| Mount Morgan                                            | 1067           |             |          |                              |                       |                     | A2     | 1898          | 195_          |                 |                               | Werkbahn, abgebaut                                       |
| Bundesstaat Tasmanien                                   |                |             |          |                              |                       |                     |        |               |               |                 |                               |                                                          |
| Queenstown–Strahan                                      | 1067           | G 1         | 34,5     |                              |                       | 66                  | A2     | 1896 2003     | 1963 heute    |                 | West Coast Wilderness Railway | Wiedereröffnung 2003                                     |